# Luigi Renna
Luigi Renna (ur. 23 stycznia 1966 w Corato) – włoski duchowny katolicki, biskup Cerignola-Ascoli Satriano w latach 2016–2022, arcybiskup metropolita Katanii od 2022.

## Życiorys
Święcenia kapłańskie otrzymał 7 września 1991 i inkardynowany został do diecezji Andria. Po krótkim stażu wikariuszowskim został mianowany wicerektorem diecezjalnego seminarium, a w 1997 został jego rektorem. Jednocześnie pełnił funkcje kierownicze m.in. w ośrodku powołaniowym, bibliotece diecezjalnej oraz diecezjalnym archiwum. W 2009 mianowany rektorem regionalnego seminarium w Molfetcie.
1 października 2015 papież Franciszek mianował go ordynariuszem diecezji Cerignola-Ascoli Satriano. Sakry udzielił mu 2 stycznia 2016 metropolita Bari - arcybiskup Francesco Cacucci. Uroczyste objęcie urzędu miało miejsce 16 stycznia 2016.
8 stycznia 2022 papież Franciszek przeniósł go na urząd arcybiskupa Katanii. Ingres odbył się 19 lutego 2022.